# Bouvieraxius rudis
Bouvieraxius rudis är en kräftdjursart som först beskrevs av M. J. Rathbun 1906.  Bouvieraxius rudis ingår i släktet Bouvieraxius och familjen Axiidae. Inga underarter finns listade i Catalogue of Life.